# Omladinska liga BiH – Jug
Omladinska liga BiH Jug je drugi stupanj nogometnog natjecanja za juniore i kadete u BiH. 
U ovoj ligi se natječu klubovi koji su članovi ŽNS Županije Hercegbosanske, NS Hercegovačko-neretvanske županije, ŽNS Zapadnohercegovački iz Federacije BiH te PFS Trebinje iz Republike Srpske. Omladinska liga je osnovana 2008. godine nakon što su se premjerligaški klubovi izdvojili u Premijer omladinsku ligu BiH.
Nema mogućnosti napredovanja u kadetskoj konkurenciji, dok prvak u juniorskoj konkurenciji igra doigravanje s prvacima drugih skupina za ulazak u Premijer ligu za juniore. Ne postoji niža razina natjecanja, pa iz lige ne ispada nitko. 

## Dosadašnji prvaci
| - 2008./09. – HNK Sloga Uskoplje - 2009./10. – HNK Stolac - 2010./11. – HNK Čapljina - 2011./12. – HNK Tomislav - 2012./13. – HNK Neum - 2013./14. – HNK Branitelj Mostar - 2014./15. – FK Leotar Trebinje - 2015./16. – NK Troglav 1918 Livno - 2016./17. – FK Velež Mostar - 2017./18. – FK Velež Mostar - 2018./19. – FK Velež Mostar - 2019./20. – HNK Čapljina - 2020./21. – HNK Tomislav - 2021./22. – HNK Tomislav - 2022./23. – NK Troglav 1918 Livno - 2023./24. – NK Međugorje - 2024./25. – u tijeku |  | - 2008./09. – HNK Čapljina - 2009./10. – HNK Sloga Uskoplje - 2010./11. – HNK Stolac - 2011./12. – HNK Stolac - 2012./13. – HNK Branitelj Mostar - 2013./14. – NK GOŠK Gabela - 2014./15. – NK GOŠK Gabela - 2015./16. – FK Leotar Trebinje - 2016./17. – FK Velež Mostar - 2017./18. – HNK Stolac - 2018./19. – NK GOŠK Gabela - 2019./20. – HNK Tomislav - 2020./21. – HNK Tomislav - 2021./22. – FK Velež Mostar - 2022./23. – FK Velež Mostar - 2023./24. – FK Igman Konjic - 2024./25. – u tijeku |

## Sudionici u sezoni 2024./25.
- HNK Brotnjo, Čitluk
- HNK Čapljina, Čapljina
- NK GOŠK, Gabela (samo u juniorskoj konkurenciji)
- HNK Grude, Grude
- FK Igman, Konjic (samo u juniorskoj konkurenciji)
- FK Leotar, Trebinje
- NK Ljubuški, Ljubuški
- NK Međugorje, Međugorje
- HŠK Posušje, Posušje (samo u juniorskoj konkurenciji)
- HNK Sloga, Uskoplje (samo u kadetskoj konkurenciji)
- HNK Stolac, Stolac
- HNK Tomislav, Tomislavgrad
- NK Troglav 1918, Livno
- FK Velež, Nevesinje

### Bivši sudionici
- FK Lokomotiva, Mostar
- FK Mladost, Gacko
- FK Turbina, Jablanica
- NK Sloga, Ljubuški
- HNK Rama, Prozor-Rama
- FK Blagaj, Blagaj
- FK Klis, Buturović Polje
- FK Velež, Mostar
- HNK Branitelj, Mostar
- FK Hercegovac, Bileća
- NK Široki Brijeg, Široki Brijeg
- HNK Neum, Neum

## Vanjske poveznice
- Nogometni savez Federacije Bosne i Hercegovine

| Nogomet u BiH                                                 | Nogomet u BiH |
| ------------------------------------------------------------- | --- |
|                                                               | |
| Nogometni savez BiH Nogometni savez FBiH • Nogometni savez RS | |
|                                                               | |
| Nacionalne momčadi                                            | seniori • do 21 • do 19 • do 17 • B |
|                                                               | |
| Ligaška natjecanja                                            | Premijer liga BiH • Prva liga FBiH • Prva liga RS • Druga liga FBiH (Sjever, Centar, Jug, Zapad) • Druga liga RS (Zapad, Istok) • Županijske lige • Regionalne lige RS • Područne lige RS |
|                                                               | |
| Kup natjecanja                                                | Kup BiH • Super Kup • Kup RS • Kup FBiH |
|                                                               | |
| Omladinska natjecanja                                         | Premijer omladinska liga BiH • Omladinska liga BiH (Sjever, Centar, Jug, Zapad) |
|                                                               | |
| Popis klubova • Popis stadiona                                | |

| Nogomet u BiH                                                 | Nogomet u BiH |
| ------------------------------------------------------------- | --- |
|                                                               | |
| Nogometni savez BiH Nogometni savez FBiH • Nogometni savez RS | |
|                                                               | |
| Nacionalne momčadi                                            | seniori • do 21 • do 19 • do 17 • B |
|                                                               | |
| Ligaška natjecanja                                            | Premijer liga BiH • Prva liga FBiH • Prva liga RS • Druga liga FBiH (Sjever, Centar, Jug, Zapad) • Druga liga RS (Zapad, Istok) • Županijske lige • Regionalne lige RS • Područne lige RS |
|                                                               | |
| Kup natjecanja                                                | Kup BiH • Super Kup • Kup RS • Kup FBiH |
|                                                               | |
| Omladinska natjecanja                                         | Premijer omladinska liga BiH • Omladinska liga BiH (Sjever, Centar, Jug, Zapad) |
|                                                               | |
| Popis klubova • Popis stadiona                                | |